# 北海道警察 (テレビドラマ)
『北海道警察』（ほっかいどうけいさつ）は、2011年から2015年まで放送されていたTBS系列の2時間ドラマ「月曜ゴールデン」枠での財前直見主演の警察ドラマのシリーズ。佐々木譲の「道警シリーズ」を原作としている。

## キャスト

### 主要人物
小島 百合（こじま ゆり）
演 - 財前直見
北海道警察大通署生活安全課 巡査部長。佐伯の剣道の師範。原作では主人公ではなくヒロイン的存在。
佐伯 宏一（さえき こういち）
演 - 鈴木一真
北海道警察大通署刑事課 警部補。剣道の師匠である小島に尊敬の念だけでなく恋愛感情も抱いている。
普段は小島のことを「師範」と呼んでいるが警察官としての階級は自分のほうが上のため、道警本部の人間などが同席する状況では仕方なしに「小島」と呼び捨てにすることがある。原作では主人公であり小島の弟子ではないが、信頼を寄せている。
大塚 サキ（おおつか サキ）
演 - 松本莉緒
北海道警察大通署生活安全課 巡査。小島を慕う後輩。
長沼 行男（ながぬま ゆきお）
演 - 高田純次
北海道警察大通署生活安全課長。帯広出身。上からの圧力に滅法弱く、再就職先の斡旋をちらつかされるとすぐに屈してしまう。
渡辺 秀明（わたなべ ひであき）
演 - 松田悟志
北海道警察大通署刑事課 巡査。佐伯とコンビを組んで行動することが多い若手の刑事。原作では第4作目「巡査の休日」のみの登場。
寿 真紀子
演 - 比企理恵
児童養護施設「つくしの園」の園長。

### ゲスト

#### 第1作「巡査の休日」
- よさこいソーラン参加チーム「SUGA IZANAI連[1]」
  - 村瀬茜（チームの踊り手） - 黒川智花
  - 佐藤和枝（チームの裏方スタッフ） - 菊池麻衣子
  - 岩崎裕美子（チームの代表） - 葉山レイコ
- 堀江昭（道警本部捜査一課長） - 山田純大
- 鎌田光也（逃走中の指名手配犯） - 村田充
- 篠田亜紀菜（児童養護施設の少女） - 内田愛〔幼児期：内田未来〕

#### 第2作「笑う警官」
- 北海道警察
  - 杉田 昭（道警本部刑事部長 警視） - 川﨑麻世
  - 津久井 卓（道警本部銃器対策室 警部補） - 池田政典
    - 小島とは警察学校の同期。道警の不正経理の告発準備中にひき逃げされ死亡した兄の意志を継ぎ、百条委員会に証人として出席予定。原作では全シリーズ共に登場。

  - 石岡大貴（道警本部統括部長） - 新井康弘
  - 水村朝美（道警本部女性警官） - かでなれおん
- 村沢邦明（ジャーナリスト） - 松尾貴史
  - 道警の不正経理問題について津久井の兄と共に告発しようとしているジャーナリスト。
- 町田早苗（定山渓ビューホテルの女将 小島とは幼なじみ）- 北原佐和子
- 野川三郎（空き巣常習犯） - 萬雅之
- ニュースキャスター - 加藤雅章 （北海道放送アナウンサー）
- 飲み会での婦警仲間 - 浦本可奈子（北海道放送アナウンサー）[2]、正源亜弓、奈々葉、庄田梨香

#### 第3作「人質」
- 楠木奈津子（レストラン「ローズソバージュ」オーナー） - 東風万智子
- 瀬戸裕二（元小樽市議会議員） - 河相我聞
- 鷲尾亮一（十勝総合病院院長） - 佐戸井けん太
- 中島美喜夫（冤罪被害者） - せんだみつお
- 楠木善男（北海道選出の衆議院議員、奈津子の父） - 寺田農
- 楠木伴英（奈津子の弟 善男の秘書） - 山口翔吾
- 天馬哲司（北海道警察大通署長）  - 田中伸一
- 水沢彩（「ローズソバージュ」従業員 つくしの園出身） - 由月杏奈
- 坂本麻美（税理士 被害者 つくしの園出身） - 長谷部瞳
- 来見田幸子（ローズソバージュ常連客） - 黒坂真美
- 来見田秀也（幸子の夫 ポケットサックス奏者）- 袴田裕幸
- 山科邦彦（幸子の父 警察庁刑事局長） - 陰山泰
- 神崎信雄（北海道警本部長） - 津村和幸
- 長正寺正則（北海道警特殊捜査班長） - 安藤彰則
- 竹中（「ローズソバージュ」シェフ） - 大森博史
- 有坂里佳子（大通でのひったくり犯人） - 中川莉奈
- 道村琴美（大通でのひったくり犯人） - 小山百代
- 北川（北海道新報記者） - 中野マサアキ
- 甘池徹（「ローズソバージュ」先代シェフ） - 境浩一朗
- 甘池の母（十勝総合病院の入院患者） - 竹江維子

#### 第4作「密売人」
- 薬師政孝（「札幌安全な町づくり協会」会長） - 名高達男
- 森崎洋子（薬師の秘書） - 北川弘美（少女期：須田理夏子、桑原優妃）
- 橋場清彦（北海道警察本部刑事部長） - 大浦龍宇一
- 藤堂欣也（北海道警察本部組織犯罪対策局） - 中丸新将
- 二階堂猛（北海道警察本部捜査一課係長） - 長谷川公彦
- 加治木隆治（「北海興業」専務） - 中山峻
- 大伴大介（北海道警察本部捜査一課） - 宮本大誠
- 米本若菜（「誘拐」された小学生） - 伊藤星
- 米本忠志・晴美（米本若菜の両親） - 中村繁之、舟木幸
- 街頭ビジョンのニュースの声 - 魚住咲恵
- 楠田（米本忠志の勤務先の社長） - 山野久治
- 筒井奏、江田由紀浩、上宮範子、高野資也、松本直人、齋藤雅彰、明逸人、上谷健一、森谷利恵、北村貴紀

## スタッフ
- 脚本 - 土屋保文
- 原作 - 佐々木譲 『巡査の休日』『笑う警官』『人質』『密売人』（角川春樹事務所 刊）
- 演出 - 小久保利己
- 音楽 - 林祐介
- 選曲 - 合田麻衣子
- 技術協力 - ビデオフォーカス
- 協力 - 北海道放送
- 編成担当 - 秤淳一郎（第1作）、福田健太郎（第2作、第3作、第4作）、辻有一（第3作、第4作）
- プロデューサー - 吉田由二
- 製作 - スイート・ベイジル、TBS

## 放送日程
| 話数 | 放送日         | サブタイトル | 脚本     | 監督       | 視聴率 |
| ---- | -------------- | --- | -------- | ---------- | ------ |
| 1    | 2011年10月24日 | 北海道警察 巡査の休日 札幌で発見された白骨死体…北海道に舞い戻った指名手配犯… YOSAKOIソーラン祭りで何かが起きる! 直木賞作家が送る至極ミステリー | 土屋保文 | 小久保利己 | 12.7%  |
| 2    | 2013年7月29日  | 北海道警察2 笑う警官 警官殺しの男は道警の闇を知る証人だった!? タイムリミットは48時間… 札幌の街で繰り広げられる追跡劇 容疑者を死守せよ!         | 土屋保文 | 小久保利己 | 13.5%  |
| 3    | 2014年11月3日  | 北海道警察3 人質 札幌・小樽・帯広－四年前の冤罪事件が繋ぐ新たな殺意と凶行! 人質監禁事件の裏に潜む真実とは!?救いを求める声なき声が北の空に響く… | 土屋保文 | 小久保利己 | 9.4%   |
| 4    | 2015年9月21日  | 北海道警察4 密売人 累計200万部突破!! 史上最大の追跡ドラマ 北海道三都同時殺人！ 裏切り者は誰だ？消えた親子に迫る魔の手！驚愕の真実とラスト      |          | 小久保利己 |        |